# Tithrone clauseni
Tithrone clauseni är en bönsyrseart som beskrevs av Jantsch 1995. Tithrone clauseni ingår i släktet Tithrone och familjen Acanthopidae. Inga underarter finns listade i Catalogue of Life.